# Јазавци
Јазавци (лат. Meles) су род потпородице јазаваца (Melinae), која припада породици куноликих звери (Mustelidae). Род јазаваца (Meles) обухвата три врсте које су према ранијој класификацији биле представљене као три подврсте евроазијског јазавца.

## Врсте
Врсте јазавца (Meles):
- Европски јазавац (Meles meles)
- Азијски јазавац (Meles leucurus)
- Јапански јазавац (Meles anakuma)

Изумрле врсте:
- Meles hollitzeri †
- Meles thorali †